# 南开大学亚洲研究中心
南开大学亚洲研究中心是由南开大学与韩国高等教育财团于2004年4月26日共同成立的科研机构，是韩国高等教育财团在中国大陆地区设立的十个亚洲研究中心之一。韩国高等教育财团事务总长朴仁国任韩方理事长；南开大学校长龚克任中方理事长。